# Svartörad glansgök
Svartörad glansgök (Chalcites osculans) är en fågel i familjen gökar inom ordningen gökfåglar.

## Utbredning och systematik
Fågelns utbredningsområde är i Australien. Den behandlas som monotypisk, det vill säga att den inte delas in i några underarter.

### Släktestillhörighet
Svartörad glansgök och dess släktingar placerades tidigare i släktet Chrysococcyx. Dessa har dock lyfts ut till ett eget släkte, Chalcites, baserat på osteologiska avvikelser, minimal könsdimorfism och andra skillnader i både adult och juvenil dräkt. Detta stöds också av genetik och biogeografi.

## Status
IUCN kategoriserar arten som livskraftig.